# Hetzendorfer Straße (Wien)
Die Hetzendorfer Straße befindet sich in Wien und verbindet den 12. mit dem 13. Bezirk. Sie wurde nach dem ehemaligen Wiener Vorort Hetzendorf benannt, den sie durchquert, und ist rund 2,5 km lang.

## Verlauf
Die Hetzendorfer Straße beginnt im 12. Bezirk An den Eisteichen bei der U-Bahn-Station Am Schöpfwerk in einer erst relativ spät und bis heute locker verbauten Gegend. Sie verläuft in westlicher Richtung über den viel länger besiedelten Khleslplatz bei Schloss Altmannsdorf und kreuzt kurz danach die Altmannsdorfer Straße und die Breitenfurter Straße, zwei längere Ausfallstraßen Richtung Süden, die stark befahren sind.
Nach Unterquerung der hier auf einem hohen Bahndamm verlaufenden, 1842 eröffneten Südbahn bei der seit 1962 als solche fungierenden S-Bahn-Station Hetzendorf passiert die Straße beim Kern des früheren Dorfes das Schloss Hetzendorf und kreuzt danach die in den 1920er Jahren ausgebaute Rosenhügelstraße, die zur historischen Reihenhausanlage Siedlung Hetzendorf führt.
Bei der Kreuzung mit der Atzgersdorfer Straße an der am 10. Dezember 1971 eröffneten Stranzenbergbrücke wird die Bezirksgrenze 12 / 13 überschritten, die bereits seit der Abzweigung der Kernstraße den rechten Straßenrand bildete. Im 13. Bezirk, Hietzing, endet die Straße im Bezirksteil Speising, indem sie nach dem Straßenbahn-Betriebsbahnhof Speising der Wiener Linien auf Nr. 188 an der Kreuzung mit Himmelbaurgasse / Berghaidengasse unmerklich in die Feldkellergasse übergeht.
Die Straße wird von ihrem östlichen Beginn bis zur Südbahn von der städtischen Autobuslinie 16A befahren, von der Breitenfurter Straße bis zu ihrem westlichen Ende von der Straßenbahnlinie 62, die in der Hetzendorfer Straße fünf Haltestellen hat.
Der Bau einer neuen Haltestelle für Züge der Schnellbahnstrecke zwischen Meidling und Hütteldorf an der Stranzenbergbrücke ist geplant.

## Geschichte
Die Hetzendorfer Straße wurde, nachdem die heutigen Bezirke 12 und 13 1892 nach Wien eingemeindet wurden, 1894 nach dem damaligen Vorort Hetzendorf benannt. Davor war sie bekannt unter dem Namen Hauptstraße bzw. Altmannsdorfer Weg und Hetzendorfer Weg.
Hetzendorf wurde 1156 erstmals urkundlich unter dem Namen Hercendorf erwähnt. Da Altmannsdorf ebenfalls vor dem Jahr 1200 entstand, dürfte ein Fahrweg zwischen den beiden Dörfern wohl seit mehr als 800 Jahren bestehen. Speising wurde urkundlich erstmals 1365 erwähnt. Auch die Straßenverbindung dorthin ist daher schon sehr alt. Kreuzende Verkehrswege, nach Norden alle Richtung Wiental, bestehen ebenfalls seit dem frühen Mittelalter.
Der Straßenbahnbetrieb in der Hetzendorfer Straße wurde von der Stadtverwaltung von der Breitenfurter Straße bis zur Kernstraße (wo sich bis 1971 die sehr schmale Kernbrücke über die Verbindungsbahn befand, die dann durch die zwei Häuserblöcke weiter westlich errichtete Stranzenbergbrücke ersetzt wurde) am 30. April 1904 aufgenommen, in der am westlichen Ende der Straße anschließenden Feldkellergasse am 7. August 1912. Das noch fehlende Zwischenstück von der Kernstraße zur Feldkellergasse wurde am 22. Dezember 1915 eröffnet. Bei der Unterfahrung der Südbahn war die Strecke Jahrzehnte lang eingleisig.
Die Hetzendorfer Straße verlief in ihrem östlichen Teil, etwa ab der Altmannsdorfer Straße, neben einem kleinen Wasserlauf, dem „Altmannsdorfer Graben“. Dieses Gerinne wurde während des Ersten Weltkrieges von der Altmannsdorfer Straße bis zum Weg „An den Eisteichen“ eingewölbt. Die Bauarbeiten für diese 572 m lange Kanalisierung dauerten vom 4. Jänner 1915 bis 23. Juni 1917. Sie gehörten zu den Vorbereitungsarbeiten für die Abwasserkanäle des Liesingtals.